# Wayne Wells
Wayne Alton Wells (Abilene, 29 settembre 1946) è un ex lottatore statunitense campione olimpico e specialista della lotta libera.

## Carriera
Wells ha gareggiato alle Olimpiadi del 1972 a Monaco di Baviera, dove ha vinto la medaglia d'oro nella categoria dei pesi welter (fino a 74 kg).
Ha conquistato anche la medaglia d'argento ai Campionati del mondo del 1969, nella categoria fino a 74 kg, e la medaglia d'oro ai Campionati del mondo del 1970 nella stessa categoria.
Ha vinto inoltre due titoli nazionali di lotta libera ed ha ottenuto un secondo posto ai Giochi Panamericani.